# حربونة
حربونة هي إحدى القرى اللبنانية من قرى قضاء البترون في محافظة الشمال.